# Heteromeles arbutifolia
Espèce
Synonymes
- Heteromeles salicifolia (C. Presl) Abrams[2]
- Photinia arbutifolia Lindl.[2]
- Photinia salicifolia C. Presl[2]

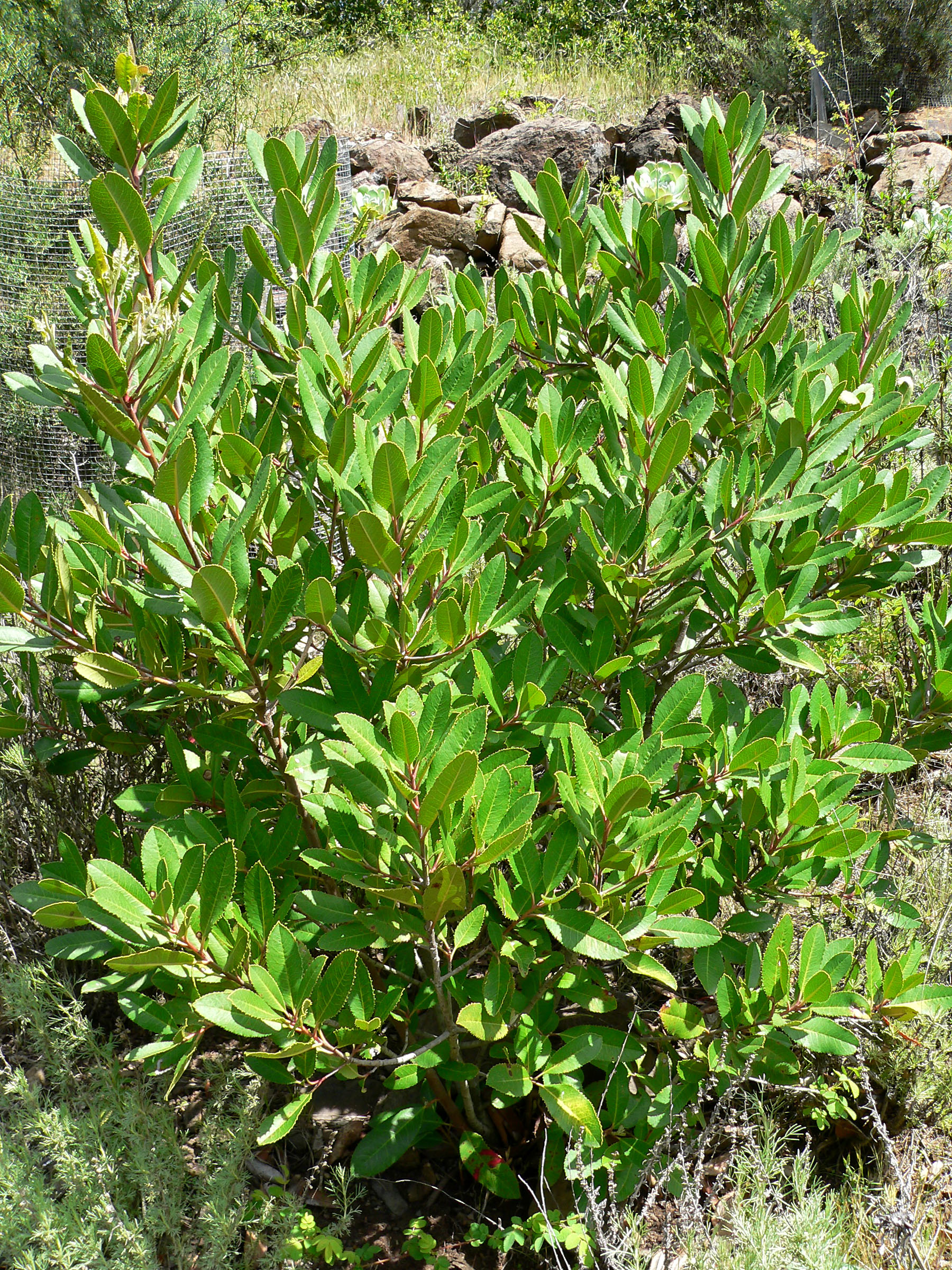
Heteromeles ou Toyon

Heteromeles arbutifolia est une espèce de plantes à fleurs de la famille des Rosacées. Elle est présente en Californie aux États-Unis et dans le nord du Mexique. Elle est également dénommée « Toyon ».
Selon Plants of the World Online, le nom est un synonyme de Photinia arbutifolia.

## Liste des variétés
Selon Catalogue of Life (24 juillet 2017) :
- variété Heteromeles arbutifolia var. cerina
- variété Heteromeles arbutifolia var. macrocarpa